# 里奧奇里基 (庫薩平區)
里奧奇里基（西班牙語：Río Chiriquí），是巴拿馬的城鎮，位於該國西北部，由恩戈貝-布格雷特區的庫薩平區負責管轄，面積596.3平方公里，2010年人口3,658，人口密度每平方公里6.1人。